# 小池いずみ
小池 いずみ（こいけ いずみ、11月18日 - ）は、日本の女性声優。アーツビジョン所属。群馬県出身。

## 来歴
以前は同人舎プロダクションに所属していた。東京アナウンス学院卒業。

## 人物
趣味・特技はインターネット、映画鑑賞。

## 出演

### テレビアニメ
2003年
- 銀河鉄道物語（ミキ）

2005年
- バジリスク 〜甲賀忍法帖〜（国千代、旅芸人息子〈しんのすけ〉、伊賀衆）

2006年
- 銀河鉄道物語 〜永遠への分岐点〜（ミキ 他）

2007年
- 鋼鉄神ジーグ（草薙剣児〈5歳〉、ナース、所員K、女友達B）

2008年
- ARIA The ORIGINATION（下級生A）
- しましまとらのしまじろう（2008年 - 2011年、リク、ピエロくん、いっちゃん、すっちゃん、あおば） - 3シリーズ
- ソウルイーター（アリサ、ガヤ、たま、オタマジャクソン、生徒B、女子B、妖精、美女、女 他）
- 図書館戦争（井上）
- xxxHOLiC◆継（女生徒B）

2009年
- こばと。

2021年
- もっと!まじめにふまじめ かいけつゾロリ（2021年 - 2022年、シンディ） - 2シリーズ

### 劇場アニメ
- 東のエデン 劇場版II Paradise Lost（2010年、フライトアテンダント）

### ゲーム
- メタルギアソリッド4（2008年、ヘイブン･トルーパー）
- わグルま!（2013年、セイレーン）
- デスティニーチャイルド（2017年、フリーガ）

### ドラマCD
- たったひとつのたからもの-Phantom Pain- 真 後夜もうひとつの痛み（犬田清浄 他）
- 童話シリーズ（ノリちゃん 他）
- ナイトウィザード リプレイ
- バジリスク 〜甲賀忍法帖〜 たまゆら綴織
- “文学少女”と飢え渇く幽霊【前篇】（瀬川園子）

### 吹き替え

#### 映画
- 愛するときに話すこと（イ・ミラン）
- インフェルノ・ビロウ（ロザリア）
- おとぎの国のアリス 〜貴女に贈るグリム童話〜（オードリー、オーロ姫）
- 帰らない日々（ジョシュ）
- 吸血鬼アンジェラ（ヘレン）
- 恋人にしてはいけない男の愛し方（ケリー）
- サイレント・ワールド セカンド・アイスエイジ（AJ）
- 幸せになるための27のドレス（ジーナ）
- セルラー・シンドローム（コーンカノック）
- ニンジャVSカンフー（ティファニー）
- HUNT/餌 ハント・エサ（カロリーナ）
- 標的 疑惑の訪問者（タラ）
- 僕らのミライへ逆回転（シンディ）
- マイ・ボス マイ・ヒーロー（イ・ユンジュ〈オ・スンウン〉）
- マスター・オブ・ザ・ドラゴン（シュアン）
- ロスト・ストーリー 〜現代の奇妙な物語〜（ベッティー）

#### ドラマ
- ウェイバリー通りのウィザードたち（ミリー）
- クリミナル・マインド FBI行動分析課
- サニーwithチャンス（ポートリン）
- Dr.HOUSE
- ヤング・スーパーマン4

### パチスロ
- 蒼天の拳（エリカ・アレント）

### シリーズ一覧
1. ↑  第2シリーズ（2021年）、第3シリーズ（2022年）